# Travelstof
Travelstof (ook bekend als travel jersey en tech jersey) is een marketingbenaming in de Nederlandse en Vlaamse modewereld voor polyamide-elastaan, een synthetische textielsoort. De stof wordt gekenmerkt door elasticiteit, vormvastheid en lage kreukgevoeligheid. De naam van deze stof is afgeleid van het feit dat het in reisbagage gestopt kan worden zonder dat het kreukt.
Onder de minder gunstige eigenschappen van travelstof vallen de relatief hoge vuilgevoeligheid; de minder elastische garen waarmee kleding van travelstof in elkaar wordt genaaid waardoor bij onzorgvuldig aan- en uittrekken het kledingstuk relatief snel slijt; en het steeds dunner en uiteindelijk doorschijnend worden van de stof wanneer het te veel en te vaak opgerekt wordt.

## Samenstelling
Travelstof bestaat doorgaans uit een combinatie van polyamide en elastaan, waarbij polyamide bijdraagt aan vormbehoud, terwijl elastaan zorgt voor de rekbaarheid en draagcomfort. Een veelvoorkomende verhouding is ongeveer 80% polyamide en 20% elastaan, hoewel percentages kunnen variëren. 

## Toepassingen
De stof wordt gebruikt in kleding die comfortabel moet zijn en weinig onderhoud vereist. Dankzij eigenschappen als stretch, sneldrogend vermogen, kreukbestendigheid en compactheid wordt travelstof veel toegepast in reis- en dagelijkse kledingstukken.
Hoewel travelstof een marketingbenaming is, wordt het gebruikt in de modewereld. Zo wordt in een moderapportage de outfit van koningin Máxima beschreven. Zij zou tijdens een formele uitreiking in 2023 een jurk van travelstof dragen, waarvan het ontwerp versierd was met een 'geplisseerde draperie' aan de voorzijde. De Maleisische actrice Michelle Yeoh schrijft enthousiast te zijn over de kreukvrije eigenschap van travelstof, waardoor het zo handig voor op reis zou zijn. De term lijkt zelfs ingeburgerd te zijn in de literatuur.

## Duurzaamheid
Omdat travelstof vrijwel geheel samengesteld is uit synthetische vezels zoals polyamide en elastaan, is het niet biologisch afbreekbaar. Hoewel de lange levensduur van travelstof – onder andere door slijtvastheid en onderhoudsgemak – theoretisch kan leiden tot een lagere milieubelasting in de gebruiksfase, is er weinig specifiek onderzoek naar deze effecten. Sommige kledingmerken benadrukken expliciet wel de lange levensduur van producten van travelstof.